# Movimiento Don Burro

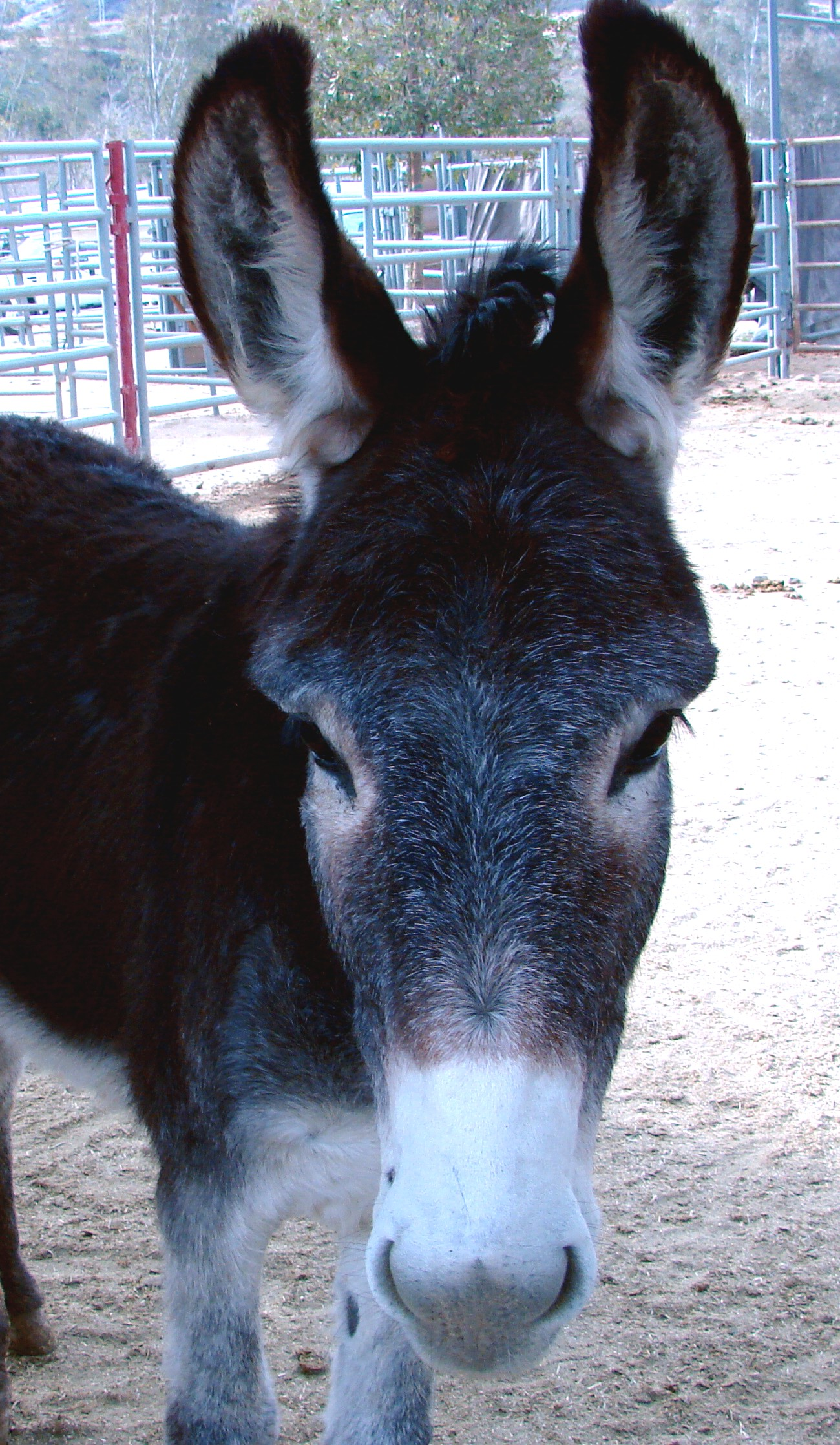
Equus africanus asinus, un burro doméstico es el que representa, de manera simbólica, la anticandidatura homónima en Ecuador. La imagen del burro no tiene copyright y es usada por toda la población que tiene la misma indignación contra los candidatos.

El Movimiento Don Burro es un movimiento social anticandidatista surgido antes de las elecciones legislativas de Ecuador de 2013. Es un movimiento que desacredita al sistema político ecuatoriano y a los más allegados o afines al mismo, promoviendo la concientización del voto responsable, y demandando una política de calidad.
Puesto que los anticandidatos han sido considerados como aquellos que salen fuera del sistema tradicional y que muestran que el sistema es «el verdadero contrincante» en respuesta a que los otros candidatos son «designados para mantener las cosas como están», Don Burro es el anticandidato que, aunque no fue calificado por el Consejo Nacional Electoral, ha recibido varia acogida en el país, ya que, a través de Twitter, canaliza las preguntas de sus seguidores, con lo que muestra una red jerárquica y no horizontal de sinergias. Alrededor de este personaje muchas aplicaciones de concienciación del voto se han desarrollado en diferentes tonos y estilos, lo que hace que su figuración sea más popular y antisistema, obteniendo una acogida significante a nivel nacional e internacional.
En 2013, la iniciativa fue condecorada por la Prefectura del Guayas.

## Historia
En 2012, un grupo de amigos: Daniel Molina, Carlos Serrano, Jose Nuques, Alfredo Balboa, Luis Fernando Robles y Evelio Guerrero, querían cobrar conciencia en los electores ante su indignación de la calidad de candidatos a la Asamblea —figuras de espectáculo que nunca han demostrado interés por la política ni la deliberación ciudadana—, es así que impulsaron a este personaje para demostrar su descontento frente a tal situación. En el mismo año, Daniel Molina dijo que la iniciativa tiene como finalidad concienciar al electorado sobre la calidad de asambleístas que se merecen y los que han sido inscritos para las elecciones 2013.

## Recepción
Existen varias opiniones, positivas como negativas, ante la acogida de este movimiento. Las críticas negativas han venido, principalmente, de parte de los políticos ecuatorianos que se sienten ofendidos al ser comparados con el animal. No obstante, varias opiniones han dado un manifiesto a favor del movimiento y su ideología, puesto que mostraron la capacidad de influir en las demás personas al momento de realizar llamados.

Don Burro no es solo síntoma de cansancio, sino de bronca contra todo el sistema político. Siento que ese “que se vayan todos” de anteriores luchas, está en su memoria y en sus genes. También el uso del humor, de la ironía y de la burla que tanto molesta e inmoviliza al poder.
Milton Luna, El Comercio.

Don Burro se ha convertido en un mediador político; en sustituto de los votos nulos o blancos; en emblema de quienes se sienten mal representados y en objeto de crítica humorística a la política.
Priscila Pazmiño, Universidad San Francisco de Quito.